# Иорданский, Иван Феоктистович
Иван Феоктистович Иорданский (1862, Кологрив, Костромская губерния — 8 мая 1926, Кологрив, Костромская губерния) — российский хирург и рентгенолог, костромской краевед, переводчик.

## Биография
Родился в семье священника.
Окончил Костромскую духовную семинарию и медицинский факультет Казанского университета (1891).
Секретарь Общества врачей при Казанском университете, штатный ординатор Факультетской хирургической клиники (1893).
Хирург в Вятской губернской земской больнице, член Общества вятских врачей (1895). Выступал с циклом общедоступных лекций по здравоохранению (1896), освоил работу на рентгеновском аппарате, сделал доклад в Санкт-Петербурге о новом методе диагностики, перевёл с французского монографии по хирургии и психологии, член Общества взаимопомощи врачей, приезжающих в столицу для научного усовершенствования, участник VII Съезда русских врачей (1899).
Заведующий Вятским лазаретом в Сретенске на Транссибирской магистрали (1904) и 19-м Сводным Каунчендским госпиталем (1906).
Врач в Кологривской земской больнице, коллежский советник (1911), член правления Кологривского церковно-приходского братства, инициатор открытия школы труда для нищих детей с раздачей им даровых обедов, председатель педагогического совета и преподаватель математики в кологривской женской гимназии, член Костромского научного общества.
В 1917—1918 годах член Поместного собора Православной российской церкви по избранию как мирянин от Костромской епархии, участвовал в 1–2-й сессиях, член II, III, V, XIV, XV отделов.
После 1918 года продолжал работать врачом на родине.
В 1920-х годах организатор изучения природы края, член правления Кологривского общества краеведения и коллегии художественно-исторического музея.

## Сочинения
- Из наблюдений над холерной эпидемией 1892 г. в Малмыжском уезде Вятской губернии. Казань, 1893.
- Медицинский отчет факультетской хирургической клиники проф. В. И. Кузмина при Казанском университете за 1893/4 г. и за осенний семестр 1894/5 года. Казань, 1895.
- Отчет о деятельности общества за 1893 г. // Дневник общества врачей при Императорском Казанском университете. 1895. № 1.
- Случай чревосечения по поводу непроходимости кишок, с благоприятным исходом. СПб., 1898.
- Отчет по амбулатории хирургического отделения Вятской губернской земской больницы за 1897 г. Вятка, 1899.
- Выступления на VII Съезде русских врачей; Открытое письмо заведующему хирургическим отделением Мужской Обуховской больницы А. А. Троянову // Врач. 1899. С. 675, 771, 1525.
- Задачи и личный состав Медицинского общества Вятской губернии. Вятка, 1903.
- Михайловская больница медицинского общества Вятской губернии. Вятка, 1903.
- Обеспечение населения земско-медицинской помощью // Вятские губернские ведомости. 1904. Прил. 12 октября. № 122. С. 2.

## Переводы
- Льежуа Ж. Гипнотизм и преступность.
- Тард Г. Преступления толпы.
- Данвиль Г. Любовь с психологической и патологической точек зрения. Казань, 1893–1894.
- Астье К., Ашкенази Д. Хирургия уха. Вятка, 1901.